# Učka
Die Učka ([ˈut͡ʃka], ital. Monte Maggiore) ist ein Gebirge in Kroatien. Es ist das größte Gebirgsmassiv an der östlichen Seite der Halbinsel Istrien. Sie befindet sich nahe der Stadt Rijeka und oberhalb der Rivijera von Opatija.
Ein Teil des Gebirgsmassives steht als Naturpark Učka unter Naturschutz. Nahe dem Eingang zum Tunnel Učka auf der Nordseite des Gebirges befindet sich die Schlucht Vela Draga.
Der höchste Gipfel ist der Vojak mit einer Meereshöhe von 1401 m. Seit dem Jahr 1911 befindet sich dort ein Aussichtsturm. Bei günstiger Witterung bietet sich eine schöne Aussicht über den Gorski Kotar, die Kvarner-Bucht, die Inseln Cres, Krk und Lošinj, das Velebit-Massiv, die Ćićarija, und die Julischen Alpen in Slowenien bis hin zu den Dolomiten in Italien. Außerdem befinden sich auf dem Gipfel eine Startrampe für Gleitschirmflieger und knapp nördlich davon ein leistungsstarker Sendeturm für Fernsehen und UKW-Radio sowie eine militärische Radarkuppel.
Das weiter nordnordöstlich auf 922 m. i. J. gelegene Stephanie-Schutzhaus (nach dem Zerfall der österreichisch-ungarischen Monarchie umbenannt in Rifugio Duchessa d’Aosta, heute Planinarski dom Poklon) wurde im Auftrag des Österreichischen Touristenclubs vom Ingenieur Carl Perinello, dem 2. Vorstand der Section Abbazia des ÖTC, im Jahre 1886 errichtet.